# Johnny Bach
John William "Johnny" Bach (Brooklyn, Nueva York, 10 de julio de 1924-Chicago, Illinois, 18 de enero de 2016) fue un jugador y entrenador de baloncesto estadounidense que disputó una temporada en la NBA, además de jugar en la ABL. Como entrenador, dirigió durante 29 temporadas equipos de la División I de Baloncesto Masculino de la NCAA, y 4 más a los Golden State Warriors de la NBA Con 1,88 metros de estatura, lo hacía en la posición de Escolta.

## Trayectoria deportiva

### Universidad
Jugó con los Rams de la Universidad de Fordham. Su carrera se vio interrumpida por la Segunda Guerra Mundial, regresando al finalizar la misma.

### Profesional
Fue elegido en la segunda ronda del Draft de la BAA de 1948 por Boston Celtics, donde jugó 34 partidos en los que promedió 3,5 puntos y 0,7 asistencias. Jugó una temporada más con los Hartford Hurricanes de la ABL antes de retirarse y regresar a su universidad, para hacerse cargo como entrenador del equipo masculino.

### Entrenador
Se hizo cargo de los Fordham Rams en 1950, convirtiéndose en uno de los entrenadores más jóvenes de la historia de la NCAA. Allí permanecería 19 temporadas, consiguiendo 277 victorias y 205 derrotas, llegando en dos ocasiones al Torneo de la NCAA y en otras cinco a disputar el NIT.
En 1968 fichó como entrenador de los Penn St. Nittany Lions de la Universidad Estatal de Pensilvania, donde permanecería 10 temporadas, logrando 122 victorias y 121 derrotas. Dio el salto a la NBA en 1979, fichando como asistente en los Golden State Warriors, actuando como entrenador principal interino en la temporada 1979-80, sustituyendo a Al Attles. Tras regresar a su puesto de asistente al año siguiente, en 1983 se hace cargo esta vez de forma oficial del puesto de entrenador principal de los Warriors, dirigiendo al equipo durante 3 temporadas.
En 1986 es contratado como asistente de Doug Collins en los Chicago Bulls, pasando posteriormente a serlo de Phil Jackson, con el que consiguió el primer three-peat, tres títulos consecutivos. En 1994 ficha como asistente por Charlotte Hornets, puesto que desempeñaría también en Detroit Pistons, Washington Wizards y de nuevo en los Bulls, hasta su retirada en 2006 con 82 años.

## Estadísticas de su carrera en la NBA

### Temporada regular
| Temporada | Edad | Equipo         | Liga | P  | TIT | MIN | TC  | TCA | %TC  | 3P | 3PA | %3P | TL  | TLA | %TL  | R.OF. | R.DEF. | REB | ASIS | ROB | TAP | PER | FP  | PTS |
| 1948-49   | 24   | Boston Celtics | BAA  | 34 |     |     | 1.0 | 3.5 | .286 |    |     |     | 1.5 | 2.2 | .680 |       |        |     | 0.7  |     |     |     | 0.7 | 3.5 |
| Total     |      |                | BAA  | 34 |     |     | 1.0 | 3.5 | .286 |    |     |     | 1.5 | 2.2 | .680 |       |        |     | 0.7  |     |     |     | 0.7 | 3.5 |